# 斉木洋子
斉木 洋子（さいき ようこ、旧姓山本、1968年1月21日 - ）は、フリーアナウンサー、ラジオパーソナリティ、司会者、ナレーターである。
本業以外では、2009年2月25日から2014年3月まで、山梨日日新聞にて『子育て日記「アラフォーママがゆく」』→『オバフォーママがゆく』を定期連載していた。

## 来歴
東京都中央区築地出身。1991年、学習院大学法学部政治学科卒業後、札幌テレビ放送（STV)にアナウンサーとして入社。旧姓の山本姓で、テレビ、ラジオ番組を担当。同期入社のアナウンサーは小町裕之、神原智己。
1994年退社。その後、フリーアナウンサーとして、主にTOKYO FM、ジャパンエフエムネットワーク（JFN）を中心に活動。2001年、東京俳優生活協同組合（俳協）所属。テレビ番組のナレーション、ラジオパーソナリティを中心に活動。2007年、結婚による転居で、活動拠点を山梨エリアに移す。2011年5月、俳協を退所。

## 過去の担当番組

### STV時代

#### テレビ
- 土曜エクスプレス・週刊洋二
- STVニュースプラス1
- STVニューススポット
- どさんこワイド
- リポーター（クロスカントリースキーで極寒の十勝平野横断、イカ釣り漁船一晩同行取材、札幌の中国人労働者を中国語で取材、など）
- スポーツ中継（札幌国際ハーフマラソン、ホッケー、スキージャンプなど）
- 高校受験講座（3年間担当）　ほか

#### ラジオ
- STVニュース
- ときめきワイド（アシスタント　1992年4月 - 1994年3月）
  - 喜瀬ひろしのどんと歌謡曲
  - 歌謡パレード
- ザ･ベストポップス（パーソナリティ　?年 - 1994年3月）[1]　ほか

### フリー（第1期）

#### TOKYO FM
- TOKYO FMニュース
- TOKYO FM SPORTS
- TOKYO FM交通情報
- ラジオの楽園（金曜日ナビゲーター　1994年10月 - 1995年3月）[2]
  - いち押しナイト（ミニ番組）
  - 山内トモコのTOKYOエンタテイメント・ステーション（ロックバンド・GLAYのライブレポート　1998年頃）
  - リスナーズスタジオH800（メインパーソナリティ　1999年10月 - 2000年3月30日）
- 金曜日　夜　ナビゲーター（1994年10月 - 1995年3月）
  - タウンミュージック【JFN・Aラインネット番組】
  - ミュージック･バザール（ミニ番組）
  - JFNリスナーズアウォード【JFN・Aラインネット番組】
- ビッグバン・トーキョー【一部JFN・Aラインネット】（1994年12月 - 1995年3月）
- レーサー鹿島クンのイカしてやるぜ!【JFN・Aラインネット番組】（1995年2月頃）[3]
- 土･日曜日　夜　ナビゲーター（1995年4月 - 1996年3月）
  - ヨーコのサーフィン日和（ミニ番組）
  - ヨーコの夜はこれから（ミニ番組）
  - 空のごきげん　いかがですか（ミニ番組）
  - スプラッシュドリーム　TOKYOオーディションクラブ（1995年10月 - ）
  - エイブル　エバーグリーンウイークエンド（同上）
- アフタヌーン・ブリーズ　月 - 木曜日PART2（1996年4月1日 - 2000年3月30日）
- サントリー・サタデー・ウェイティング・バー【JFN・Aラインネット番組】（ゲスト出演　1998年頃）
- サンデーモーニングフェスタ（2000年10月 - 2002年1月）

#### JFN
- ASIAN WALK【Bラインネット番組】（1995年4月 - 2003年3月）
- JFNニュース【Bラインネット番組】

### 俳協時代

#### TVナレーション
- 君の手がささやいている（2001年12月26日 テレビ朝日）
- 爆笑問題の決定！これが日本のベスト100（?年 テレビ朝日）
- 『マイリトルシェフ』ダイジェスト（2002年 TBS）
- i-style（?年 BS-i→現･BS-TBS）
- 恋愛旅行社（2000年 TBS）
- クイズで公認!恋のおやジルシ（2000年10月 - 2002年 東海テレビ制作中部地方7局ネット）

#### ラジオパーソナリティ
- ふぁん☆タメ　月・火曜日担当（2004年4月 - 2008年4月 YBSラジオ）
- 土井敏之・斉木洋子の正月ボケを吹っ飛ばせ!（2006年1月 TBSラジオ）

### フリー（第2期）
- 子育て日記（MC　2011年7月3日 - 12月25日、2012年7月1日 - 12月16日 YBSテレビ）